# Becky Soundy
Rebeca Lourdes García Soundy (* 11. dubna 1993, San Salvador, Salvador) je salvadorská youtuberka a učitelka pro neslyšící. Vyučuje Salvadorský znakový jazyk (LESSA) a Americký znakový jazyk (ASL). Pokouší se zvýšit společenské povědomí o kultuře neslyšících a znakovém jazyce.

## Život
Narodila se 11. dubna 1993 v San Salvadoru. Její matka Yanira je autorka a právnička. Ve věku devíti měsíců jí byla diagnostikována hluboká ztráta sluchu v důsledku reakce na antibiotika. Svou školní docházku zahájila ve škole pro neslyšící, v níž se vyučovalo prostřednictvím Americké znakové řeči (ASL). Po 6. ročníku ji přeřadili na běžnou střední školu. V roce 2017 získala bakalářský titul v pedagogických vědách (se specializací na speciální pedagogiku) na Universidad Evangélica de El Salvador. V roce 2013 přednesla na půdě OSN prezentaci o lidských právech pro neslyšící obyvatele El Salvadoru. Je první hluboce neslyšící Salvadořankou, která získala titul ve speciálním vzdělávání.
Je režisérkou Fundación Manos Mágicas (Nadace kouzelných rukou). Během pandemie covidu-19 v El Salvadoru začala nabízet online lekce v Salvadorském znakovém jazyce (LESSA). Založila také EducaSordo, platformu pro vzdělávání neslyšících. Kromě vzdělávání se účastnila pracovních skupin s dalšími nevládními organizacemi pro problematiku lidských práv, včetně kampaní proti obchodování s handicapovanými.
V červenci 2017 založila kanál „Becky Soundy TV“. Vlastní přidružené účty na Instagramu a Facebooku. V červenci 2019 se stala moderátorkou ranní show na Canal 12 Hola El Salvador. Zúčastnila se akcí Mezinárodního týdne neslyšících 2020 pořádaných kolumbijskými společnostmi Radiónica a RTVC Sistema de Medios Públicos.